# Karol Eugeniusz Wirtemberski
Karol Eugeniusz Wirtemberski, niem. Karl Eugen (ur. 11 lutego 1728 w Brukseli, zm. 24 października 1793 w Hohenheim) – książę Wirtembergii.

## Życiorys
Najstarszy syn księcia Karola Aleksandra i księżniczki Marii Augusty. W momencie śmierci ojca miał 9 lat, krajem w tym czasie administrowali książę Karol Wirtemberski-Neuenstadt i Karol Fryderyk Wirtemberski (książę oleśnicki).
Przebywał na dworze Fryderyka II – króla pruskiego. W wieku 16 lat przejął władzę w księstwie. Swoją władzę opierał na zasadach absolutyzmu. Chciał podporządkować sobie wszystkich panów w kraju oraz powiększyć swój dwór.
W 1748 roku poślubił Elżbietę Fryderykę Zofię, księżniczkę pruską, córkę Wilhelminy Pruskiej. Małżeństwo nie było szczęśliwe, ponieważ Karol miał liczne grono kochanek. Małżeństwo to było ukłonem w stronę protestanckiej Wirtembergii, która bardzo źle znosiła katolickich władców. Dla małżonki księcia odprawiano nabożeństwa luterańskie w zamkowej kaplicy.
Książę Karol był wielkim miłośnikiem i mecenasem sztuki, a zwłaszcza opery, baletu i teatru. Jego dwór w Stuttgarcie i Ludwigsburgu stał się w II połowie XVIII wieku prężnym i promieniującym na całą Europę ośrodkiem kultury. Zasłynął z rozrzutności i wielu kochanek, które wybierał na ogół spośród tancerek, aktorek i śpiewaczek swojego teatru. Ale też sprawnie zarządzał państwem i wspierał artystów, takich jak: kapelmistrz i kompozytor operowy Niccolò Jommelli, malarz i scenograf Giovanni Battista Innocenzo Colombo, choreograf i reformator baletu Jean-Georges Noverre, poeta i dramaturg Friedrich Schiller i wielu innych. Założył też w Stuttgarcie słynną Hohe Karlsschule.
Oblicza się, że miał ponad 70 zidentyfikowanych synów z nieprawego łoża, którym zapewniał opiekę i kariery. Nie pozostawił jednak prawowitego następcy tronu. Po jego śmierci władzę w księstwie przejął więc jego brat Ludwik Eugeniusz.
Odznaczony austriackim Orderem Złotego Runa, był też fundatorem i Wiekim Mistrzem Orderu Wojskowego św. Karola oraz Wielkim Mistrzem Orderu Myśliwskiego (później order ten był trzykrotnie przemianowany i znany pod nazwami: Order Wielki Elektorski Wirtemberski, Order Orła Złotego, Order Korony Wirtemberskiej).